# 考特妮·赫尔利
考特妮·赫尔利（英語：Courtney Hurley，1990年9月30日—）生于德克萨斯州休斯敦，是一名美国女子击剑运动员，主攻重剑。她的父亲Bob和母亲Tracy都曾从事击剑运动，她也和姐姐凯莉受父母的影响开始练习击剑。考特妮和凯莉都在圣安东尼奥的高中就读，且都在高中毕业后选择就读聖母大學，并加入该校击剑队。在获得学士学位后，她开始攻读工商管理的硕士学位。考特妮曾代表国家参加2012年、2016年和2020年三届奥运，其中2012年伦敦奥运获得女子团体重剑铜牌。